# Carlo Pedrotti
Carlo Pedrotti (ur. 12 listopada 1817 w Weronie, zm. 16 października 1893 tamże) – włoski dyrygent i kompozytor

## Życiorys
Uczył się w Weronie u Domenico Foroniego. W latach 1840–1845 był dyrygentem włoskiego teatru operowego w Amsterdamie. W 1845 roku wrócił do Werony, gdzie działał jako kompozytor i pedagog, dyrygował też w Teatro Filarmonico i Teatro Nuovo. W 1868 roku wyjechał do Turynu, gdzie pełnił funkcję dyrektora Liceo Musicale i dyrygenta w Teatro Regio. W 1872 roku założył Società dei Concerti Popolari. Dawał z nim koncerty muzyki dawnej i współczesnej, przyczyniając się do odrodzenia we Włoszech zainteresowania muzyką instrumentalną. Od 1882 roku kierował Liceo Musicale w Pesaro. W 1893 roku zrezygnował ze stanowiska z powodu pogarszającego się stanu zdrowia i wrócił do Werony, gdzie popełnił samobójstwo, topiąc się w Adydze.
Skomponował m.in. opery Lina (wyst. Werona 1840), Clara di Mailand (wyst. Werona 1841) i  Tutti in maschera (wyst. Werona 1856). W swojej twórczości nawiązywał do tradycji szkoły neapolitańskiej. Jako dyrygent propagował dzieła Richarda Wagnera.